# Bingham County
För andra betydelser, se Bingham (olika betydelser).
Bingham County är ett administrativt område i delstaten Idaho, USA, med 45 607 invånare (2010). Den administrativa huvudorten (county seat) är Blackfoot.

## Geografi
Enligt United States Census Bureau har countyt en total area på 5 491 km². 5 483 km² av den arean är land och 8 km² är vatten.

### Angränsande countyn
- Jefferson County - nord
- Bonneville County - öst
- Caribou County - sydöst
- Bannock County - syd
- Power County - sydväst
- Blaine County - väst
- Butte County - nordväst

### Städer och samhällen
- Aberdeen
- Atomic City
- Basalt
- Blackfoot (huvudort)
- Firth
- Fort Hall (delvis i Bannock County)
- Groveland
- Moreland
- Riverside
- Rockford
- Shelley